# Paio Curvo de Toronho
Paio Fernandes (fl. 1128 – ca. 1173), mais conhecido como Paio Curvo foi um nobre galego, filho de Fernando Eanes (Fernando Yáñez) e de Teresa Gomes, filha de Gomes Nunes de Pombeiro.[a][b] Tenente das terras de Toronho na Galiza, foi contemporâneo do primeiro rei de Portugal D. Afonso Henriques.

## Matrimónio e descendência
Casou-se primeiro com Toda Moniz, filha de Munio Rodrigues, filho de Munio Gelmires, irmão do arcebispo Diego Gelmires.[d]  Depois de ficar viúvo, casou com María García, como aparece escrito nos documentos medievais,[c] com quem aparece pela primeira vez já casado em 1158, de quem teve:
- Gonçalo Pais,[3] casado com Ximena Pais, filha de Paio Soares da Maia e Châmoa Gomes de Pombeiro.[4]
- Sancha Pais,[3] casada por duas vezes, a primeira com Mem Pais Bofinho, filho de Paio Godins de Azevedo e a segunda com Egas Afonso de Ribadouro.[5]
- Maria Pais,[3] casada com Gonçalo Gonçalves de Palmeira, filho de Gonçalo Rodrigues de Palmeira.[5]
- Teresa Pais,[3] casada com Pedro Hermigues.